# Manuel Baldé
Manuel Mama Samba Baldé (ur. 14 listopada 2002 w Albufeirze) – piłkarz z Gwinei Bissau grający na pozycji bramkarza. Od 2020 jest zawodnikiem klubu FC Vizela.

## Kariera klubowa
Swoją karierę piłkarską Baldé rozpoczynał w juniorach takich klubów jak: Immortal DC (2010-2014), SL Benfica (2014-2019) i CD Aves (2019-2020). W 2020 roku został zawodnikiem klubu FC Vizela.

## Kariera reprezentacyjna
W 2022 roku Baldé został powołany do reprezentacji Gwinei Bissau na Puchar Narodów Afryki 2021. Na tym turnieju nie rozegrał żadnego meczu.